# Michel Leclère
Michel Leclère (Mantes-la-Jolie, Yvelines, 18 de marzo de 1946) es un expiloto de automovilismo francés. Participó en ocho Grandes Premios de Fórmula 1, debutando el 5 de octubre de 1975, y no obtuvo puntos para el campeonato.

## Carrera

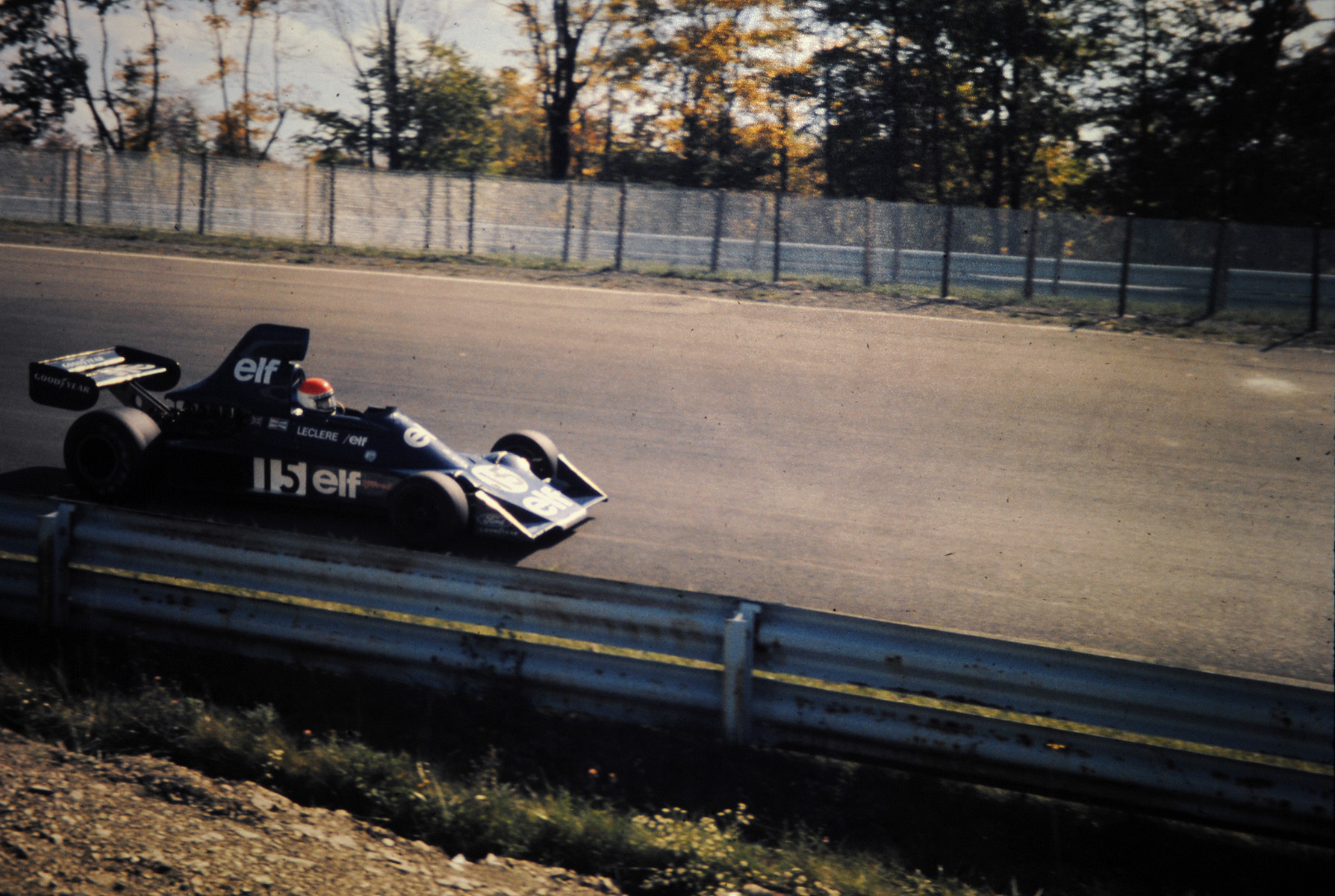
Leclère conduciendo para Tyrrell en el Gran Premio de Estados Unidos de 1975.

Después de ganar el campeonato francés de Fórmula 3, conduciendo para Alpine, en 1972, Leclère tuvo un buen desempeño en la Fórmula 2. Esto le valió su oportunidad en la Fórmula 1. Después de debutar con Tyrrell en la última carrera de la temporada de 1975, consiguió un puesto de piloto a tiempo completo en Wolf-Williams Racing en 1976. Sin embargo, la relación no fue un éxito y regresó a la Fórmula 2. Después de una mala temporada con Kauhsen en 1978, se retiró.
Recientemente ha estado involucrado con el equipo Renault H&C Classic y ha demostrado y competido con algunos de los autos históricos de Fórmula 1 y otras máquinas que posee, en varios eventos en toda Europa.

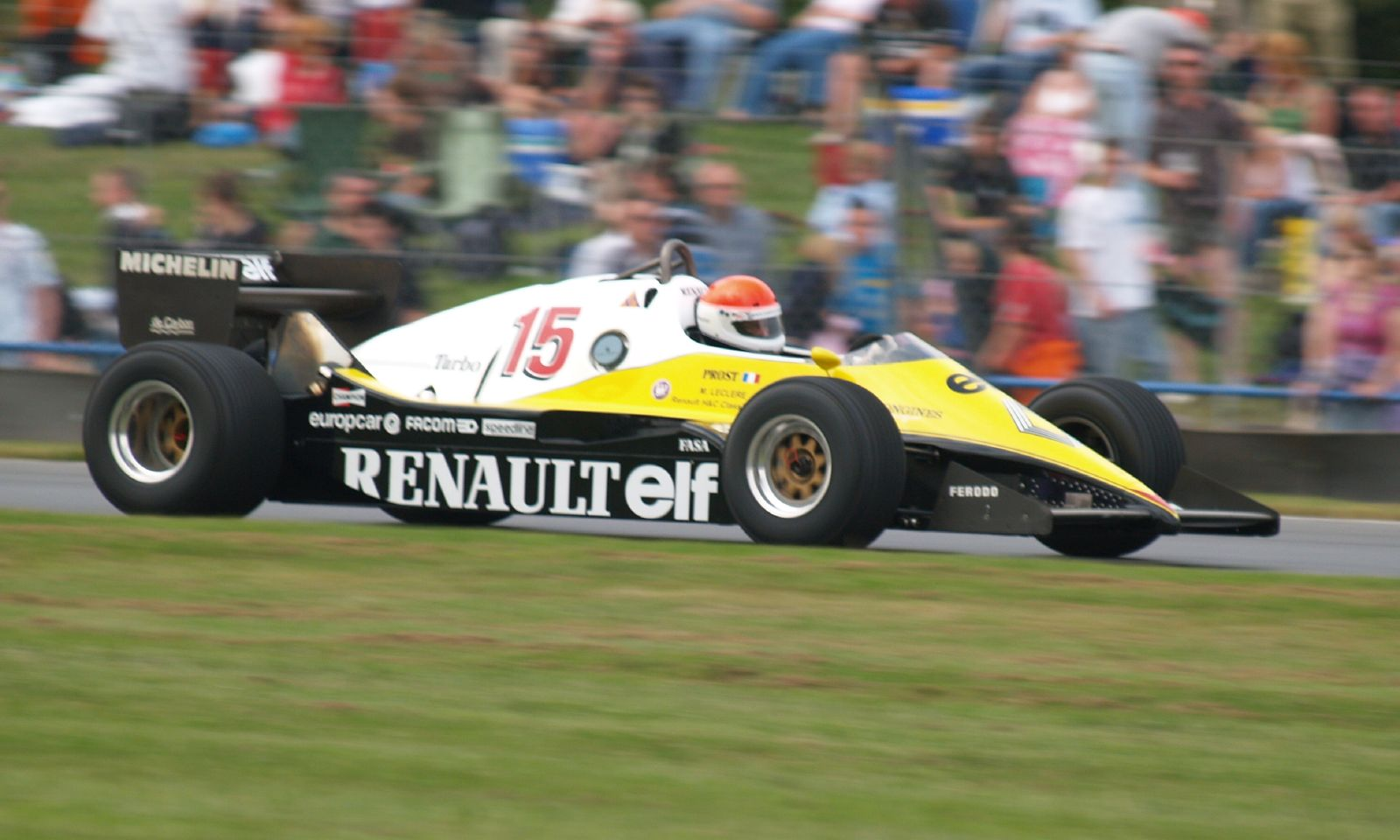
Leclère haciendo una demostración de un automóvil Renault RE40 F1 en Donington Park en 2007.

## Resultados

### Fórmula 2
(Clave) (negrita indica pole position) (cursiva indica vuelta rápida)

| Año  | Equipo                    | Chasis      | Motor   | 1       | 2       | 3       | 4       | 5       | 6       | 7       | 8       | 9       | 10      | 11      | 12     | 13    | 14      | 15  | 16      | 17  | Pos. | Pts |
| ---- | ------------------------- | ----------- | ------- | ------- | ------- | ------- | ------- | ------- | ------- | ------- | ------- | ------- | ------- | ------- | ------ | ----- | ------- | --- | ------- | --- | ---- | --- |
| 1973 | Elf John Coombs           | Alpine A367 | Ford    | MAL     | HOC     | THR     | NÜR     | PAU     | KIN     | NIV     | HOC     | ROU     | MNZ     | MAN     | KAR    | PER   | SAL     | NOR | ALB Ret | VAL | NC   | 0   |
| 1974 | Ecurie Elf                | Alpine A367 | BMW     | BAR 6   | HOC 3   | PAU 5   | SAL     |         | MUG 16  | KAR Ret | PER 4   | HOC 10  | VAL DNS |         |        |       |         |     |         |     | 6°   | 12  |
| 1974 | March Racing Team         | March 742   | BMW     |         |         |         |         | HOC 5   |         |         |         |         |         |         |        |       |         |     |         |     | 6°   | 12  |
| 1975 | March Engineering         | March 752   | BMW     | EST Ret | THR 7   | HOC 10  | NÜR Ret | PAU 5   | HOC Ret | SAL Ret | ROU 1   | MUG Ret | PER Ret | SIL 1   | ZOL 1  | NOG 2 | VAL Ret |     |         |     | 2°   | 36  |
| 1976 | Ecurie Elf                | Elf 2J      | Renault | HOC Ret | THR Ret | VAL 4   | SAL 1   | PAU Ret | HOC 2   | ROU Ret | MUG Ret | PER Ret | EST 8   | NOG 3   | HOC 2  |       |         |     |         |     | 4°   | 33  |
| 1977 | Willi Kauhsen Racing Team | Elf 2J      | Renault | SIL Ret | THR Ret | HOC Ret | NÜR DNS | VAL Ret | PAU Ret | MUG DNS | ROU DNQ | NOG 15  | PER     | MIS DNQ | EST 10 | DON   |         |     |         |     | NC   | 0   |
| 1978 | Fred Opert Racing         | Chevron B42 | Hart    | THR     | HOC     | NÜR     | PAU     | MUG     | VAL     | ROU DNQ | DON     | NOG     | PER     | MIS     | HOC    |       |         |     |         |     | NC   | 0   |
| 1979 | Polifac BMW Junior Team   | March 792   | BMW     | SIL     | HOC     | THR     | NÜR     | VAL     | MUG     | PAU Ret | HOC     | ZAN     | PER     | MIS     | DON    |       |         |     |         |     | NC   | 0   |

### Fórmula 1
(Clave) (negrita indica pole position) (cursiva indica vuelta rápida)

| Año     | Equipo                     | 1   | 2      | 3       | 4      | 5      | 6      | 7       | 8      | 9   | 10  | 11  | 12  | 13  | 14      | 15  | 16  | Pos. | Puntos |
| ------- | -------------------------- | --- | ------ | ------- | ------ | ------ | ------ | ------- | ------ | --- | --- | --- | --- | --- | ------- | --- | --- | ---- | ------ |
| 1975    | Elf Team Tyrrell           | ARG | BRA    | RSA     | ESP    | MON    | BEL    | SWE     | NED    | FRA | GBR | GER | AUT | ITA | USA Ret |     |     | NC   | 0      |
| 1976    | Frank Williams Racing Cars | BRA | RSA 13 | USW DNQ |        |        |        |         |        |     |     |     |     |     |         |     |     | NC   | 0      |
| 1976    | Walter Wolf Racing         |     |        |         | ESP 10 | BEL 11 | MON 11 | SWE Ret | FRA 13 | GBR | GER | AUT | NED | ITA | CAN     | USA | JPN | NC   | 0      |
| Fuente: |                            |     |        |         |        |        |        |         |        |     |     |     |     |     |         |     |     |      |        |

### 24 Horas de Le Mans
| Año  | Equipo                                 | Co-pilotos                     | Chasis           | Clase     | Vueltas | Pos. | Class Pos. |
| ---- | -------------------------------------- | ------------------------------ | ---------------- | --------- | ------- | ---- | ---------- |
| 1974 | Automobiles Ligier                     | Guy Chasseuil                  | Ligier JS2       | S 3.0     |         | DNF  | DNF        |
| 1977 | Grand Touring Cars Inc. Mirage Renault | Sam Posey                      | Mirage GR8       | S 3.0     | 58      | DNF  | DNF        |
| 1978 | Grand Touring Cars Inc.                | Sam Posey                      | Mirage M9        | S+2.0     | 33      | DNF  | DNF        |
| 1979 | JMS Racing Charles Pozzi               | Claude Ballot-Léna Peter Gregg | Ferrari 512BB/LM | IMSA +2.5 | 219     | DNF  | DNF        |